# ザルツブルク聖霊降臨祭音楽祭
ザルツブルク聖霊降臨祭音楽祭（ざるつぶるくせいれいこうりんさいおんがくさい）、別名「ザルツブルク・フィングステン音楽祭」（Salzburger Pfingstfestspiele）は、聖霊降臨祭の時期（日付は毎年異なるが、5月〜6月の日曜日）に、オーストリアのザルツブルクで開催される音楽祭。ザルツブルク祝祭大劇場が主会場となる。1972年指揮者のヘルベルト・フォン・カラヤンが創設した。1989年カラヤンの死以降中断されたが、1998年から「ザルツブルク・バロック聖霊降臨祭音楽祭」（Salzburger Barock Pfingstfestspiele）として再スタートした。

## カラヤン時代
カラヤン時代のザルツブルク聖霊降臨祭音楽祭は、カラヤンが芸術総監督として、自らベルリン・フィルハーモニー管弦楽団を指揮する、連続した3回のオーケストラコンサートであった。（当初は3日間で4つの別のプログラムを指揮するという超人的な仕事もしていた。）同コンビでのザルツブルクの出番は毎年、夏のザルツブルク音楽祭、ザルツブルク復活祭音楽祭、それにこのザルツブルク聖霊降臨祭音楽祭であった。この音楽祭はたった3回のコンサートだから、夏の音楽祭のような町全体を包むお祭りの雰囲気ではなく、あくまでもカラヤン指揮のベルリン・フィルハーモニー管弦楽団という、当時世界で最も貴重なコンサートの一つをまとめて3回聴けるという、上流階級の社交場であった。1989年7月16日のカラヤンの死以降中断されたが、コンサートの企画自体は1993年以降、カラヤン記念聖霊降臨祭音楽祭としてドイツのバーデン＝バーデンに引き継がれた。

## バロック聖霊降臨祭音楽祭
一方ザルツブルクでは、1998年から「バロック聖霊降臨祭音楽祭」（Barock Pfingstfestspiele）として再スタートした。こちらは法人としての「ザルツブルク音楽祭」が企画・運営する。したがってプログラムやチケット情報は「ザルツブルク音楽祭」の公式ページから得られる。プログラムはヘンデル、バッハ、グルック、ラモー等、バロック音楽の大家の作品のフェスティバルという珍しいもので、例年6〜7作品が上演される。2007年は、「追憶の街、ナポリ」というテーマでリッカルド・ムーティが芸術総監督をつとめ、ナポリ楽派の作曲家、ドメニコ・チマローザのオペラ、アレッサンドロ・スカルラッティなどの作品が演奏される。
2018年現在は芸術総監督をメッゾ・ソプラノ歌手のチェチーリア・バルトリが務め、ロッシーニの歌劇『湖上の美人』（2017年）を上演するなど、意欲的なプログラムを組んでいる。

## 関係リンク
- ザルツブルク音楽祭
- ザルツブルク復活祭音楽祭
- ヘルベルト・フォン・カラヤン